# GSC180-1290
GSC180-1290 — хімічно пекулярна зоря спектрального класу A0, що має видиму зоряну величину в смузі V приблизно  9,9.

## Пекулярний хімічний склад
Зоряна атмосфера GSC180-1290 має підвищений вміст Eu та Cr.